# پسا-مسیحی

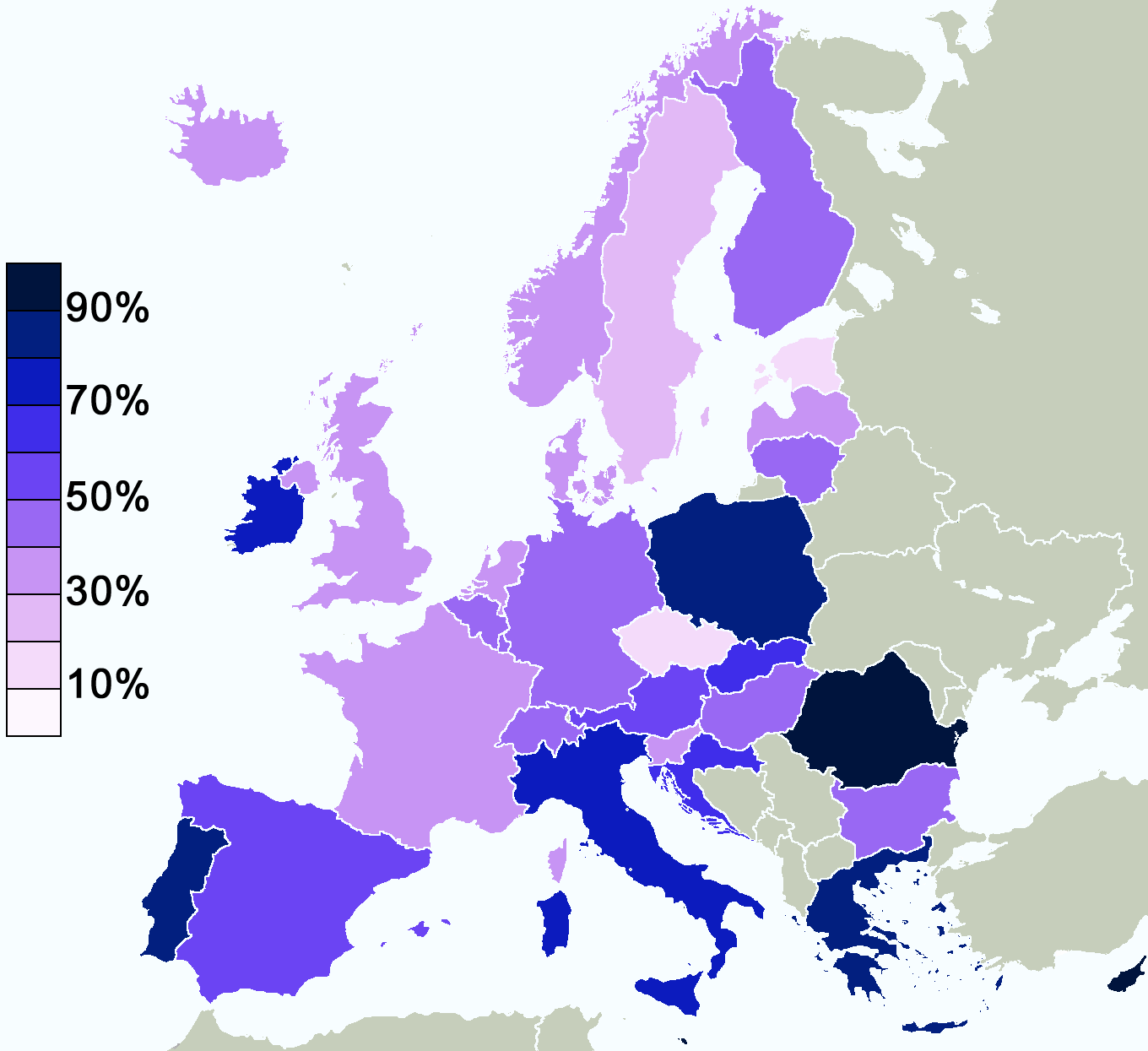
کشورهای تحت مسیحیت

پسا-مسیحی (انگلیسی: Postchristianity) وضعیتی است که در ارزش‌ها ارزش‌ها، فرهنگ و جهان‌بینی نه لزوماً مسیحی را به خود گرفته‌است. پسا-مسیحی تمایل دارد به از دست دادن انحصار مسیحیت در جوامع مسیحی تاریخی به خداناباوری یا سکولاریسم اشاره کند. و شامل جوامعی که قبلاً دارای اکثریت مسیحی بودند و اکنون از ادیان دیگری مانند اسلام پیروی می‌کنند، نمی‌شود.